# Sway (Blue October)
Sway è il settimo album in studio del gruppo musicale alternative rock statunitense Blue October, pubblicato nel 2013.
Fu il primo album dei Blue October ad essere pubblicato dopo che Justin Furstenfeld, il frontman, uscì dalla dipendenza dall'alcool. 
Le canzoni, infatti, hanno un marcato senso di positività e ottimismo rispetto al lavoro precedente della band.

La band ha finanziato la produzione dell'album con una campagna tramite PledgeMusic, una piattaforma online artista-fans che facilitava i primi nella distribuzione dei propri progetti, iniziata il 2 aprile 2013. Il progetto ha raggiunto il suo obiettivo il 5 aprile 2013 ed entro il 14 agosto raggiunse il 263% dell'obiettivo e ricevuto 4.252 adesioni. 
Per raccogliere fondi per la campagna, la band ha offerto servizi come lezioni di musica, strumenti firmati, opere d'arte esclusive, spot in un video musicale e biglietti per concerti a vita. Il 5% del ricavato è stato donato alla MusicCares Foundation.
L'album è stato valutato come il secondo miglior album del 2013, a pari merito con The Next Day di David Bowie, dalla rivista musicale tedesca Kulturnews. 
Sway ha anche vinto il premio Reader's Choice per il miglior album agli Austin Music Blogger Awards.

## Tracce
1. Breathe, It's Over – 1:14
2. Sway – 4:47
3. Angels in Everything – 4:25
4. Bleed Out – 3:52
5. Debris – 6:41
6. Fear – 5:19
7. Things We Don't Know About – 4:22
8. Hard Candy – 4:18
9. Put It In – 4:21
10. Light You Up – 4:21
11. Things We Do At Night – 4:56
12. Not Broken Anymore – 4:29
13. To Be – 3:15

## Formazione
- Justin Furstenfeld - voce, chitarra
- Jeremy Furstenfeld - batteria, percussioni, voce
- Ryan Delahoussaye - violino, mandolino, tastiere, sintetizzatore, voce
- C.B. Hudson - chitarre
- Kevin Butler - chitarra
- Matt Noveskey - chitarra, basso, voce
- Steve Schiltz - chitarra
- Steve Bernal - violoncello
- Tim Palmer - chitarra, voce